# Heinrich II. (Lothringen)

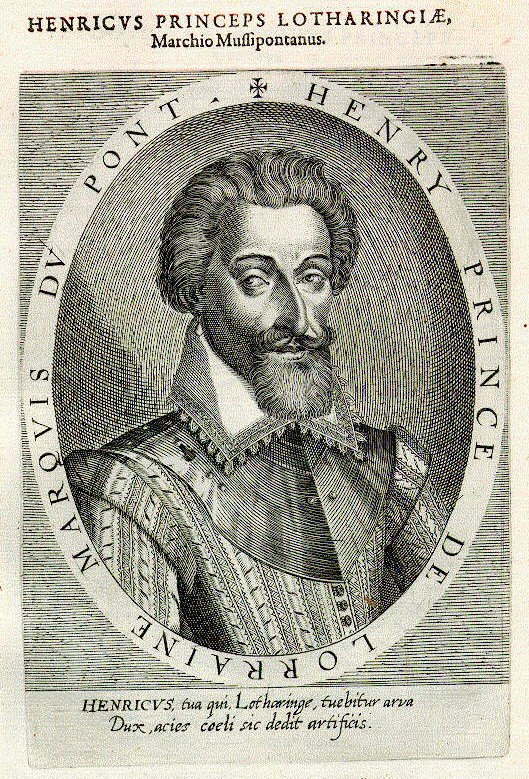
Heinrich als Prinz von Lothringen und Markgraf von Pont-à-Mousson, Porträt von Dominicus Custos, um 1600–1602

Heinrich II. der Gute (* 8. November 1563 in Nancy; † 31. Juli 1624 ebenda) war Markgraf von Pont-à-Mousson, dann Herzog von Lothringen und Bar von 1608 bis 1624. Er war der älteste Sohn Herzog Karls III. und Claudias von Valois.

## Leben
Die Hugenottenkriege verhinderten, dass er wie sein Vater und sein Großvater am französischen Hof erzogen wurde. Auch wurde er nicht auf die Regierung des Herzogtums vorbereitet. Stattdessen nahm Heinrich an den Religionskriegen auf katholischer Seite teil.
Als Markgraf von Pont-à-Mousson heiratete er am 30. Januar 1599 Catherine de Bourbon, Tochter Antoines de Bourbon und der Königin von Navarra Jeanne d’Albret, somit Schwester des Königs Heinrich IV., um dem Vertrag von Saint-Germain-en-Laye Genüge zu tun. Die Ehe wurde jedoch nicht glücklich: Er war ein fundamentalistischer Katholik, sie eine überzeugte Calvinistin. Catherine starb 1604, und 1606 schloss er mit Margarita Gonzaga eine zweite Ehe, Tochter von Vincenzo I. Gonzaga, Herzog von Mantua, und Eleonora de’ Medici, somit eine Nichte der französischen Königin Maria de’ Medici. Heinrich und Maria Gonzaga bekamen vier Töchter, aber keinen männlichen Erben.

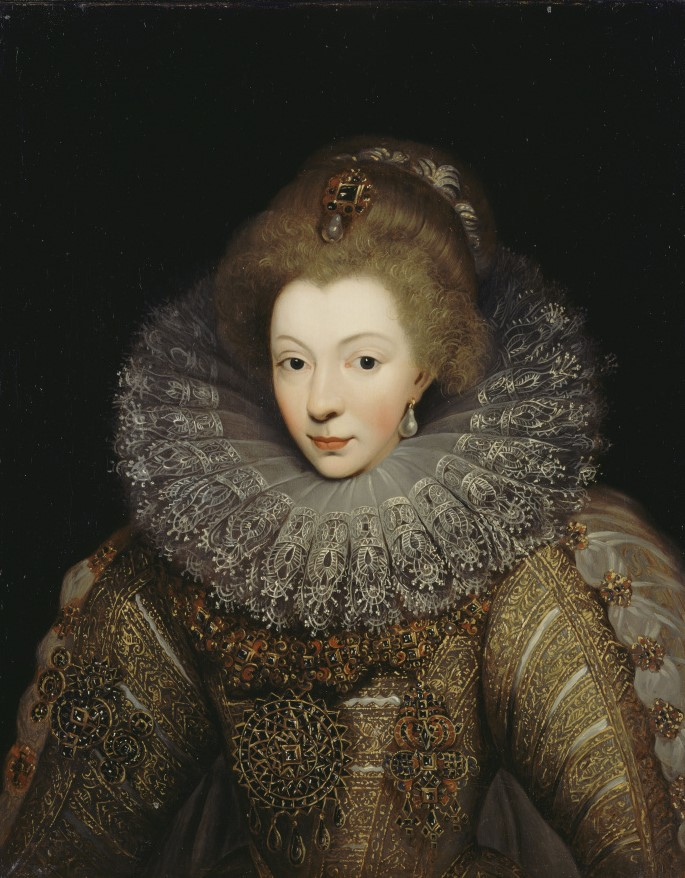
Catherine de Bourbon, Heinrichs erste Ehefrau
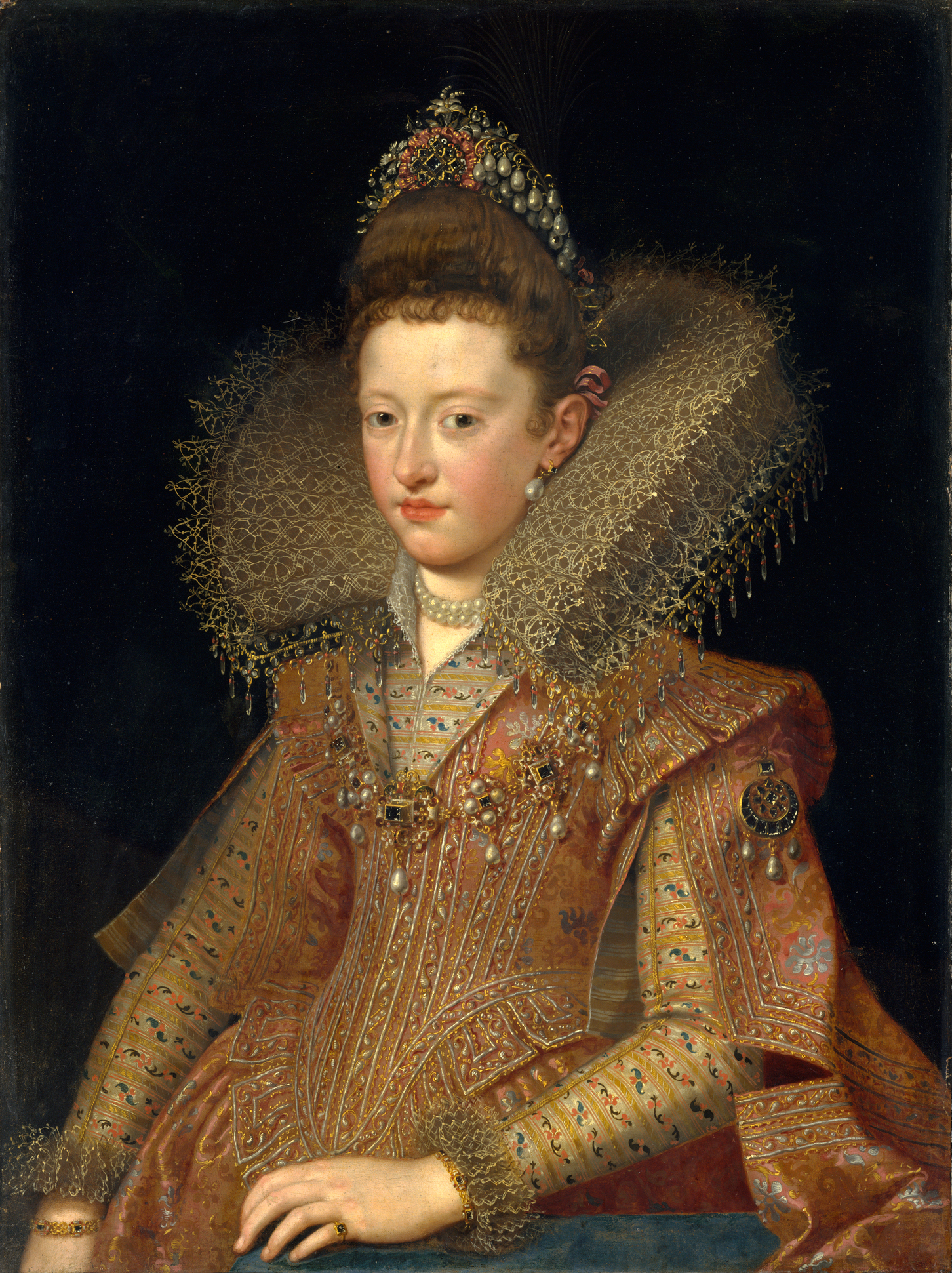
Margarita Gonzaga, zweite Ehefrau Heinrichs
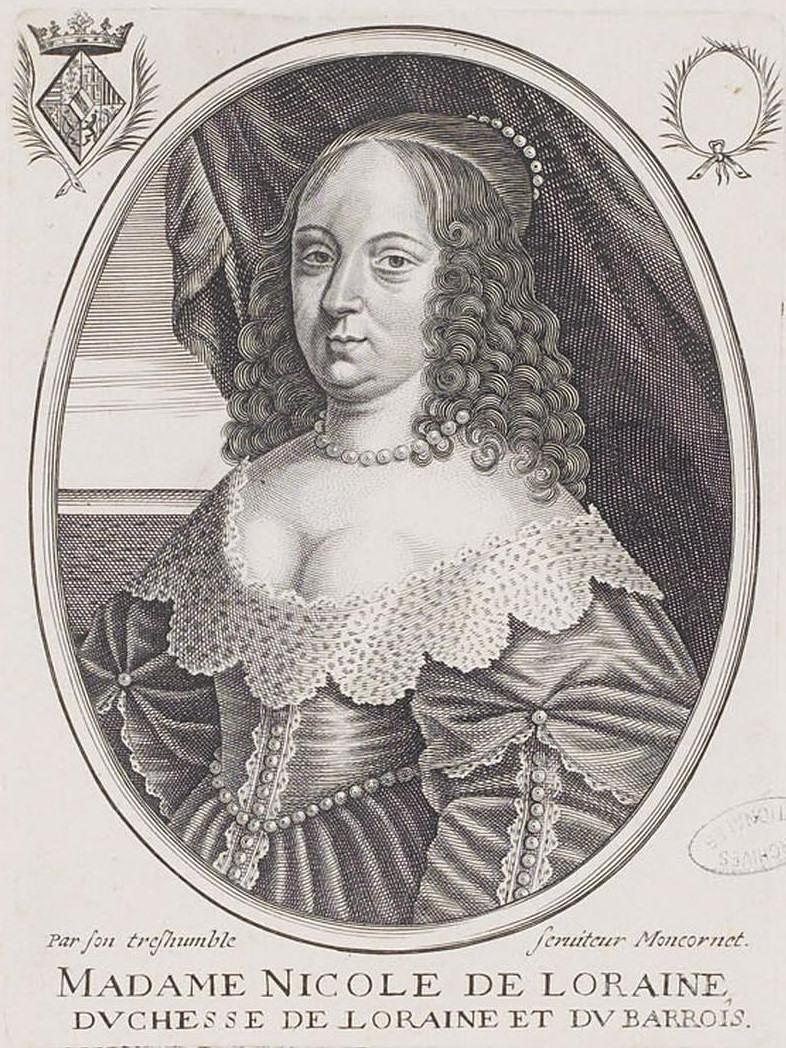
Nicole, Heinrichs älteste Tochter

1608, im Alter von 45 Jahren, wurde Heinrich Herzog von Lothringen. Mangels politischer Erfahrung geriet er unter den Einfluss von Favoriten, gerierte sich als Verteidiger der Gegenreformation und erließ mehrere Edikte, die den Protestanten das Verlassen Lothringens befahlen. Andererseits zeigte er sich freizügig gegenüber den Protestanten aus Lixheim, als dieses lothringisch wurde. Im Dreißigjährigen Krieg nahm er eine neutrale Position ein und versuchte sogar auf die verfeindeten Parteien mäßigend einzuwirken.
Für seine Nachfolge wollte er erreichen, dass seine älteste Tochter Nicole das Herzogtum bekäme, obwohl das Testament seines Vorgängers René eine reine männliche Erbfolge festlegte und somit sein Bruder Franz, Graf von Vaudémont, an erster Stelle der Thronfolge stand. Nach Verhandlungen verheiratete er 1621 seine Tochter mit dem ältesten Sohn seines Bruders, Karl, der dann aber die Regelungen, die sein Onkel getroffen hatte, missachtete.
Gegen Ende seines Lebens rekrutierte Heinrich Soldaten, um Lothringen vor durchziehenden Söldnerheeren zu schützen, und ließ die Festungen verstärken, was die Finanzen des Herzogtums stark strapazierte. An seine Regierungszeit erinnert der Name der lothringischen Gemeinde Henriville, die er 1608 gründete.

## Nachkommen
Aus seiner zweiten Ehe hatte er vier Töchter, darunter:
- Nicole von Lothringen (* 1608; † 1657), ⚭ 1621 (geschieden 1635) Karl von Vaudémont (* 1604; † 1675), der spätere Herzog Karl IV. Lothringen
- Claudia von Lothringen (* 1612; † 1648), ⚭ 1634 Nikolaus Franz von Vaudémont, (* 1609; † 1670), Bruder Karls IV., der spätere Herzog Nikolaus II. Franz von Lothringen